# مطیلب
مطیلب یک منطقهٔ مسکونی در لبنان است که در انطلیاس واقع شده‌است.